# جانغي
جانغي (بما في ذلك الكتابة بالحروف اللاتينية ch an g g i و j a n g k i) بالكورية (장기) ، والتي تسمى أحيانًا الشطرنج الكوري ، هي لعبة لوح إستراتيجية شائعة في كوريا. اللعبة مشتقة من xi an g q i (لعبة الشطرنج الصينية) وتشبهها كثيرًا، بما في ذلك موضع انطلاق القطع، ولوحة الألعاب 9 × 10، ولكن بدون تقسيم "x i a n g q i" النهر للوح أفقيًا في المنتصف.
لعبت جانغي على لوحة تسعة خطوط واسعة بعشرة خطوط طويلة. تكون اللعبة في بعض الأحيان سريعة الإيقاع بسبب مدافع القفز والأفيال الطويلة المدى، ولكن الألعاب الاحترافية غالباً ما تدوم أكثر من 150 حركة، وعادة ما تكون أبطأ من ألعاب الشطرنج الغربي.
في عام 2009، أقيمت أول بطولة عالمية للجانج في هاربين، جمهورية الصين الشعبية.

## قواعد

### لوحة اللعبة
تتكون اللوحة من 90 تقاطعًا من 9 ملفات رأسية و 10 صفوف أفقية. تحتوي اللوحة تقريبًا على نفس التصميم المستخدم في x i a n g q i ، باستثناء لوحة جانغي لا يوجد بها «نهر» في الصف المركزي. تتكون القطع من الأقراص المميزة بأحرف تعريف وتوضع على تقاطعات الخطوط (كما في xiangqi وGo). قطع جانغي تقليدية في الشكل، وتختلف في أحجامها حسب رتبتها. الجوانب باللون الأزرق (أو الأخضر في بعض الأحيان)، والتي تتحرك أولاً، مقابل الأحمر. يحتوي كل جانب على قصر يتكون من 3 خطوط في 3 خطوط (أي 9 مواقع) في وسط جانبهم من اللوحة مقابل الحافة الخلفية. يحتوي القصر على أربعة خطوط قطرية تمتد للخارج من الوسط، مكونة شكل "X".

### قطع
وصفت القطع مع هانجا (الأحرف الصينية). جميع الملصقات الموجودة على القطع الزرقاء مكتوبة بالخط النصي شبه. على سبيل المثال، تحتوي عربة أو تشا الزرقاء على نسخة مخططة من 車 ، والتي تبدو مثل 车 (المكافئ الصيني المبسط للشخصية التقليدية).

#### جنرال لواء
يشار إلى القطع التي تعادل الملوك في الشطرنج الغربي في الواقع باسم الجنرالات العسكريين (j an g gun) باللغة الكورية. يتم تمييزها بالحرف الصيني Han (في الصينية بينيين: H a n ؛ 漢) على الجانب الأحمر، و Ch u(Ch u؛ 楚) على الجانب الأزرق. وهي تمثل الدولتين المتنافستين لهان وتشو اللتين ناضلتا من أجل السلطة في فترة ما بعد عهد أسرة تشين في الصين (انظر خلاف تشو- هان). في كوريا الشمالية، لا يتم استخدام إعداد Ch u-Han ؛ الجنرال الأحمر ويسمى هناك جانغ (تشانغ،將«عام») ويسمى عموما الأزرق جوان (كوان،官، «وزير»). يمكن الإشارة إلى كلا الملوك عمومًا باسم (g u n g ؛ 宮 ، «القصر»).
يختلف جانغي عن نظيره الصيني في أن الجنرال جانغي يبدأ اللعبة من التقاطع المركزي للقصر، بدلاً من التقاطع المركزي للحافة الخلفية. قد يتحرك الجنرال خطوة واحدة في كل دور على طول خطوط اللوحة المميزة إلى أي من النقاط التسع داخل القصر. هناك أربعة خطوط قطرية في القصر تربط الموقع المركزي بالزوايا. عندما يتم checkmated العام اللعبة تضيع. لا يمكن للجنرال مغادرة القصر تحت أي ظرف من الظروف. إذا واجه الجنرالات بعضهم البعض في جميع المجالات، ولم يبتعد اللاعب الذي سينتقل، فسيكون ذلك بمثابة قرعة. تختلف هذه القاعدة عن تلك الموجودة في xi a n g q i حيث يكون من غير القانوني مواجهة الجنرالات.
إذا لم يكن هناك أي تحرك يقوم به الجنرال دون الخضوع لفحص أو كشيك، ولكن من الآمن أن يبقى ثابتًا، فقد يمرر الشخص دوره (على سبيل المثال، يترك الجنرال في وضعه ولا يتحرك).

#### حراس
يتم تسمية القطع s a (士) وهم مسؤولون حكوميون مدنيون (أي أعضاء المجلس الذين يخدمون القائد الأعلى). وغالبا ما يطلق عليهم الحراس، لأنهم يبقون على مقربة من الجنرال. أسماء أخرى هي مساعدين أو الماندرين.
يبدأ الحراس من يسار ويمين الجنرال في المرتبة الأولى. إنها تتحرك بنفس الطريقة العامة، خطوة واحدة لكل منعطف على طول الخطوط المحددة في القصر. الحراس هم من أضعف القطع لأنها قد لا تغادر القصر. أنها قيمة لحماية العام.

#### خيل
تسمى هذه القطعة الحصان أو أماه (馬)، تتحرك هذه القطعة وتلتقطها تمامًا مثل الحصان في x i a n g q i (على سبيل المثال ، خطوة واحدة متعامدة ثم خطوة إلى الخارج قطريًا، دون القفز). يمكن نقل الحصان مع فيل مجاور في الإعداد الأولي.

#### الفيلة
تبدأ الأفيال (sang ؛ 象) اللعبة إلى يسار ويمين الحراس. ينتقلون بنقطة واحدة بشكل متعامد متبوعًا بنقطتين بشكل مائل بعيدًا عن نقطة البداية، وينتهي في الزاوية المقابلة لمستطيل 2 × 3. مثل الحصان، يتم حظر الفيل من التحرك من قبل أي قطعة متداخلة. على عكس x i a n g q i ، الذي يحصر الفيلة في جانب واحد من اللوحة وراء «النهر»، في جانغي لا يوجد نهر ولا تقتصر الفيلة على جانب واحد من اللوحة. لذلك يمكن استخدام الفيل جانغي بشكل أكثر هجومية من الفيل x i a n g q i. يمكن نقل الفيل مع حصان مجاور في الإعداد الأولي.

#### العربات
هذه هي المسمى تشا (車). مثل القلعة في الشطرنج الغربي، تتحرك ا بخط مستقيم سواءً أفقياً أو رأسياً. بالإضافة إلى ذلك، قد تتحرك المركبة على طول الخطوط القطرية داخل أي قصر، ولكن فقط في خط مستقيم. تبدأ العرباتان اللعبة في الزوايا. العربة هي أقوى قطعة في اللعبة.

#### مدافع
هذه هي المسمى بو (包). كل لاعب لديه مدفعين. توضع المدافع على الصف خلف الجنود، مباشرة أمام الخيول (إذا وضعت الخيول على الملف بجوار العربات). يتحرك المدفع بالقفز على قطعة أخرى أفقياً أو رأسياً. يمكن إجراء القفزة على أي مسافة شريطة أن يكون هناك قطعة واحدة في أي مكان بالضبط بين الموضع الأصلي والهدف. من أجل التقاط قطعة، يجب أن يكون هناك بالضبط قطعة واحدة (صديقة أو غير ذلك) بين المدفع وقطعة يجب التقاطها. ثم ينتقل المدفع إلى تلك النقطة ويلتقط القطعة. قد يتحركوا أيضًا أو يلتقطون قطريًا على طول الخطوط القطرية في أي قصر، شريطة أن يكون هناك قطعة متداخلة في الوسط (أي يمكن أن يحدث ذلك فقط إذا كان المدفع في زاوية من القصر). عندما تكون «العقبات» وفيرة، ولكن تفقد قيمتها بسرعة مع الاستنزاف. القطعة الأخرى التي يقفز المدفع عليها قد لا تكون مدفعًا آخر. مدفع قد لا أيضا التقاط مدفع آخر. على عكس x i a n g q i ، فإن جانغي يتطلب مدافع للقفز من أجل التحرك، وكذلك الالتقاط. هذا يعني أنه في وضع البداية، لا تتوفر أي تحركات صالحة للمدفع.

#### جنود
وصفت هذه بيونغ (兵) (الجنود، مصطلح عام لجندي) للالأحمر ويول (卒) (يعني أيضا الجنود، عادة أقل من الجنود ذوي الرتب) للالأزرق. كل جانب لديه خمسة جنود، وضعت في البداية على نقاط بالتناوب، صف واحد مرة أخرى من حافة حيث سيكون النهر في شيانغتشى. على عكس البيادق في لعبة الشطرنج الغربية، فإنهم يتحركون ويلتقطون نقطة واحدة إما للأمام أو للأمام بشكل مستقيم. (على عكس x i a n g q i ، حيث يجب ترقية الجنود للتحرك جانبيًا.) لا يوجد ترقية. بمجرد وصولهم إلى نهاية اللوحة، قد يتحركون جانبيًا فقط. قد يتحرك الجنود أيضًا بنقطة واحدة للأمام عندما يكونون داخل قصر العدو.

### اعداد
في البطولات، يخفي اللاعب الأكبر، أو اللاعب الأعلى مرتبة، جنديًا من كل جانب بأيديهم. يختار الخصم يدًا لتحديد لونه. بعد ذلك، يضع هان القطع الخاصة به أولاً، ثم يتبعها تشو. (السبب في عدم وضع كلا الجانبين في وقت واحد هو أنه يمكن نقل مواقع الخيل والفيل، مما يعطي بعض المزايا الاستراتيجية للاعب الذي يحتل المركز الأخير.)
بعد إعداد القطع، يتحرك تشو أولاً.

### إنهاء اللعبة
يتم الفوز في اللعبة عن طريق فحص الجنرال المنافس. وهذا ما يسمى W o e t o n g (외통).
في الشطرنج الغربي، يتحقق الجمود عندما لا تكون هناك أي خطوات قانونية ممكنة. ومع ذلك، فإن الجمود ليس التعادل في جانغي . يتعين على اللاعب تخطي الدور عندما تكون جميع الحركات مستحيلة. إذا لم يتمكن أي لاعب من التحرك بشكل قانوني، أو إذا لم يتمكن أي لاعب من الفوز لأنه لا يوجد لاعب لديه قطع كافية، تنتهي اللعبة بالتعادل.
قد يقرر اللاعب اتخاذ خطوة بحيث يواجه الجنرال قائد الفريق الخصم دون عائق (حالة تسمى bi k j a n g). في هذه الحالة، يمكن للخصم إما الاتصال بالتعادل أو القيام بخطوة تكسر الشرط. في كثير من الحالات، يمكن استخدام قاعدة bi k j a n g لإجبار الخصم على استدعاء التعادل في مباراة خاسرة، وذلك بإجبارهم على التضحية بقطعة قيمة لكسر موقف bi k j a n g. قد لا ينطبق ذلك في بعض الألعاب، وعادةً ما يوافق اللاعبون على صحة القاعدة قبل بدء اللعبة.
يتم الإعلان عن الاختيار بإعلان j a n g gun (將軍)، بمعنى «عام». يسمى الخروج من j a n g gun me o n g gun ، ويمكن للمرء أن يعلن m e on g gun أثناء الهروب من j a n g gun . ولكن ليس من الضروري أن يقول j a n g gun بصوت عال.

### قواعد متنوعة
في البطولات الكورية، وفقًا للقواعد التي وضعتها جمعية J a n g g i الكورية ، لا يوجد أي سحب بأي شكل، بما في ذلك السحب عن طريق الفحص الدائم أو تكرار المركز. إذا تكرر الموضع ثلاث مرات، يتم استدعاء الحكم لتحديد من هو على خطأ. عادة ما يطلب الحكم من اللاعب الذي يخسر القيام بحركة مختلفة، لذلك يمكن للاعب الفائز أن يضغط من أجل ميزة. في بعض الأحيان، لا يكون من الواضح تقنيًا من يقع اللوم، وقد يختلف الحكام المختلفون عن اللاعب الذي يجب أن يحيده، أو ما إذا كان التكرار مضطرًا بشكل متبادل. يتم تطبيق هذه القاعدة لأنه يجب تحديد الفائز والخاسر أثناء اللعبة. إذا كان لدى كلا اللاعبين أقل من 30 نقطة، فيمكن السماح بالتعادل من خلال التكرار والتحقق الدائم.
في الدورات التي لا يُسمح فيها بالسحوبات، يتم حل السحوبات عن طريق إضافة نقاط من القطع التي لا تزال على السبورة.
لأن اللاعب ذو القطع الزرقاء يبدأ (c ho)، فإن لديه ميزة. للتعويض عن هذا، يتلقى Red 1.5 نقطة (تسمى "d e om" (덤) باللغة الكورية)، ويتمثل نصف النقطة في تجنب العلاقات. لذلك عندما تبدأ اللعبة، فإن Blue لديه 72 نقطة و Red لديه 73.5 نقطة. إذا لم يتمكن أي من الطرفين من الفوز، فسيعلن اللاعب صاحب أكبر عدد من النقاط هو الفائز.

## في الثقافة الكورية

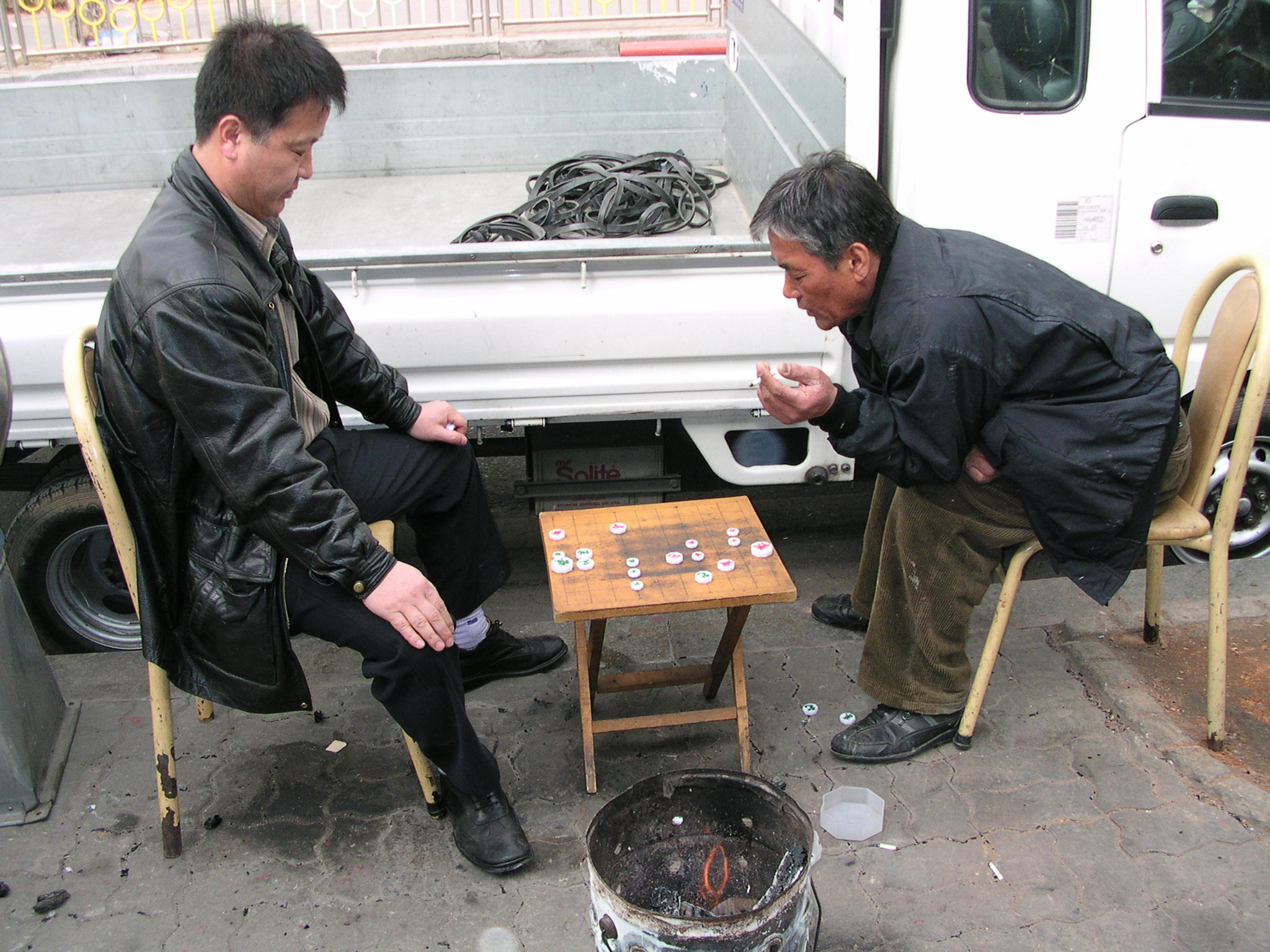
لعب جانغي في شوارع سيول

في كوريا، غالبًا ما يرى المرء كبار السن يتجولون حول لوحة جانج واحدة بينما يلعب رجلان مقابل مبالغ صغيرة من المال. يتم لعب هذه الألعاب على مدار السنة، وخاصة في حدائق المدينة في سيول. يتم لعب جانغي من حين لآخر كلعبة لعب القمار، وهي الآن أقل شعبية في كوريا من لعبة إستراتيجية Bad u k (Go).
جمعية جانغي الكورية مسؤولة عن الترويج لـ جانغي في كوريا الجنوبية.

## روابط خارجية
- «Janggi ، الشطرنج الكوري» للمخرج Jean-Louis Cazaux ؛ العرض، والقواعد، والتاريخ
- Janggi: الشطرنج الكوري لجان لويس كازو، صفحات الشطرنج المتغيرة
- جمعية Janggi (بالكورية)
- "Essentials of Chinese Chess and of Korean Chess" (PDF). مؤرشف من الأصل (PDF) في 2007-06-14.   (217 KiB)
- مقدمة في لعبة الشطرنج الكورية  بواسطة كريس مكدايد
- Brain TV قناة تلفزيونية janggi (بالكورية)
- Changgi

Playsites
- GoldToken.com
- Janggi الصغير
- كوري شطرنج برنامج بسيط من تأليف إد فريدلاندر (جافا)
- Janggi على الإنترنت لوحة Janggi على شبكة الإنترنت مكتوبة بلغة JavaScript